# Jana Vojtíšková
Jana Vojtíšková, rozená Krumpholcová (*5. října 1976, Městec Králové) je česká historička a archivářka působící na Univerzitě Hradec Králové.

## Životopis
Jana Vojtíšková se narodila 5. října 1976 v Městci Králové. Vystudovala obor pomocné vědy historické na Filozofické fakultě Univerzity Karlovy. V roce 2008 získala titul PhDr. obhájením disertační práce Ke komunikaci měst v době předbělohorské (Korespondence mezi Novým Městem pražským a královskými městy středního Polabí). Práce byla později vydána knižně. Roku 2018 se stala docentkou pro obor české a československé dějiny na Univerzitě Pardubice.
Působila na Katedře pomocných věd historických a archivnictví FF UHK, později přešla na Historický ústav FF UHK. je také vedoucí Centra urbánní historie na téže fakultě. Často přednáší o městském životě ve středověku.

## Dílo
Jana Vojtíšková se zaměřuje na raně novověká města, městskou diplomatiku a správu, písemnou komunikační praxi v městském prostředí a rekonstrukci působnosti purkrabství hradeckého kraje. Publikuje v Českém časopise historickém a Východočeských listech historických.